# Aleuron chloroptera
Aleuron chloroptera är en fjärilsart som beskrevs av Jean Baptiste Boisduval 1870. Aleuron chloroptera ingår i släktet Aleuron och familjen svärmare. Inga underarter finns listade i Catalogue of Life.